# Arnold Kriedte
Arnold Kriedte (ur. 17 lipca 1869 r. w Grudziądzu, zm. w 1945 r. w Coburgu) – niemiecki księgarz, wydawca, działacz kulturalny.
We wrześniu 1895 r. Arnold Kriedte otworzył księgarnię w Grudziądzu przy obecnej ul. Mickiewicza, na narożniku dzisiejszej ul. Małogroblowej. Po paru latach zajęła ona czołowe miejsce wśród księgarń grudziądzkich, stając się również wydawnictwem. Kriedte w latach 1905–1913 publikował staranne pod względem edytorskim miejskie księgi adresowe, przewodniki turystyczne, plany i dużą liczbę widokówek, dziś będących cennym źródłem historycznym. Firma prowadziła również działy: artystyczny, muzyczny i papierniczy, oraz czytelnię, organizowała wystawy i koncerty miejscowych artystów. Arnold Kriedte wspierał działalność muzeum i był działaczem związku śpiewaczego. Po powrocie Grudziądza do Polski Arnold Kriedte pozostał na miejscu, jako działacz mniejszości niemieckiej. Sprowadzał wydawnictwa z Rzeszy, działał w amatorskiej Scenie Niemieckiej, zasłużył się dla sprawy budowy nowoczesnej Szkoły im. Goethego. W czasie walk o Grudziądz w 1945 r. kamienica Kriedtego z księgarnią uległa całkowitemu zniszczeniu, obecnie w tym miejscu rozciąga się skwer zwany pl. Niepodległości. Sam Kriedte zdążył opuścić miasto przed ofensywą radziecką, ale wkrótce zmarł w Bawarii. Firma księgarska "Arnold Kriedte" przetrwała śmierć założyciela i kontynuuje działalność w miejscowości Steinfurt w Westfalii.